# Arbeiderspartij (Indonesië)
De Arbeiderspartij (Indonesisch: Partai Buruh) was een in 1949 opgerichte politieke partij in Indonesië. De partij was een voortzetting van de Indonesische Arbeiderspartij (Partai Buruh Indonesia, PBI) die in 1948 was samengevoegd met de Communistische Partij van Indonesië (PKI). Leden van de PBI die het oneens waren met deze samenvoeging richtten de Arbeiderspartij op.
In de jaren 50 leverde de Arbeiderspartij de minister van arbeid in vijf verschillende Indonesische kabinetten: Halim, Soekiman, Wilopo, Ali Sastroamidjojo I en Burhanuddin Harahap.

## Verkiezingsresultaten
| Jaar                | Stemmen | Percentage | Zetels  |
| ------------------- | ------- | ---------- | ------- |
| 1955 (DPR)          | 224.167 | 0,59%      | 2 / 257 |
| 1955 (Konstituante) | 332.047 | 0,88%      | 5 / 514 |